# Neolucanus Didieri
Neolucanus Didieri is een keversoort uit de familie vliegende herten (Lucanidae). De wetenschappelijke naam van de soort is voor het eerst geldig gepubliceerd in 1972 door Lacroix.